# Viken (Skåne)
|  | For andre betydninger, se Viken |
Viken er et fiskerleje på Kullen i Höganäs kommun, Skåne län, Sverige. Fiskerlejet har 5.162(2023) indbyggere og er i dag et populært turistmål, også for danske turister. Vikens havn blev udbygget i 2006.

## Historie
Viken har sin oprindelse i middelalderen, da der fandtes en by med kapel på stedet. I 1615 havde lejet sejlads på København og Skagen.
Omkring år 1700 fandtes der ca. 60 familier i Viken. Pesten i 1710-erne ramte byen hårdt og omtrent en tredjedel af befolkningen døde. Fra 1800-tallet og frem udvikledes Viken til en søfartslokalitet med store sejlskibe, der sejlede på verdenshavene. I moderne tid er erhvervslivet aftaget, selv om fiskeriet spiller en vis rolle. Ellers trafikeres havnen mest af lystfartøjer.
Viken er en kirkeby i Vikens socken og indgik efter kommunalreformen 1862 i Vikens landskommun. Den 7. oktober 1921 oprettedes Vikens municipalsamhälle. Landskommunen og bebyggelsen indlemmedes 1952 i Väsby landskommun. og municipalsamhället opløstes den 31. december 1964. Bebyggelsen indgår siden 1971 i Höganäs kommun.

## Billeder
- Vikens kirke
- Vikens gamle kirkegård
- Vikens havnekro ved havnepladsen
- Jonas Högströms Tro, hopp och kärlek på havnepladsen
- Fritidsbåde i havnen
- Stranden med dens badehytter
- Udsigt fra Fortet
- Viken set fra havet
- Paul Jönska gården